# Heiligtum des Zeus Polieus
Das Heiligtum des Zeus Polieus, des Zeus als Beschützer der Stadt, in Athen befand sich auf dem höchsten Punkt der Akropolis an deren östlichen Ende. Die Anlage lag etwa 8 Meter nordöstlich des Parthenon. Es handelte sich um ein weiträumiges Areal, das durch Umfassungsmauern in zwei Komplexe gegliedert war: einen rechteckigen westlichen Hofbereich von etwa 26 × 17 Meter, der durch eine kleine Toranlage an der Südwest-Ecke zugänglich war, und einen unregelmäßig gestalteten östlichen Bereich. Dieser konnte über mehrere Zugänge, unter anderem auch von dem westlichen Hof aus, betreten werden. An seiner Südseite haben sich die Fundamentspuren eines kleinen Antentempels, in dessen Mitte sich eine Opfergrube für die Asche von Brandopfern befand, sowie Reste eines lang gestreckten Altartisches erhalten.
Das Heiligtum ist verbunden mit den archaischen Riten um das Bouphonia genannte Tieropfer, das Zeus am Fest der Dipolieia im Monat Skirophorion dargebracht wurde. Pausanias schreibt in dem Zusammenhang:
Da [auf der Akropolis] sind Statuen des Zeus, eine von der Hand des Leochares, eine andere des Polieus... Auf den Altar des Zeus Polieus legen sie Gerste gemischt mit Weizen und lassen beides unbewacht. Der Ochse, den sie für das Opfer bereits vorbereitet haben, geht zu dem Altar und frisst von dem Getreide. Einen der Priester nennen sie Ochsenschlachter; er tötet den Ochsen, wirft die Axt beiseite und rennt davon. Die übrigen aber bringen die Axt zu Gericht und tun so, als würden sie den Täter nicht kennen.
Das Opfer fand vermutlich an dem Altartisch vor dem kleinen Antentempel statt, während die hierfür ausgewählten Ochsen sich während des Jahres wohl in dem westlichen Hof aufhielten. Zumindest spricht eine Inschrift aus dem Jahr 485 v. Chr., die den Umgang mit dem Dung der Ochsen regelt, für eine dauerhafte Anwesenheit der Tiere auf der Akropolis. Die Anlage wird um 500 v. Chr. datiert.